# 毛祁镇
毛祁镇，是中华人民共和国辽宁省鞍山市海城市下辖的一个乡镇级行政单位。

## 行政区划
毛祁镇下辖以下地区：
南毛祁社区、北毛祁社区、小河社区、赵八里村、刘八里村、山后村、商家台村、葫芦峪村、傅家沟村和曹家堡村。